# Allégories (Bellini)
Les Quatre Allégories est une série de quatre petites peintures sur panneau conservées aux  Gallerie dell'Accademia, à Venise. Elles ont été réalisées par le maître italien de la Renaissance Giovanni Bellini, et diversement datées entre 1490 et 1504. Elles mesurent 34 (Persévérance) ou 32 × 22 cm.

## Histoire
À l'origine, les quatre panneaux décoraient probablement un petit cabinet de bain en noyer, avec un miroir, propriété du peintre Vincenzo Catena. Dans son testament, il a laissé le cabinet à Antonio Marsili. À l'époque, ces armoires étaient assez répandues, et par un décret de 1489, le Sénat vénitien même a tenté de limiter leur fabrication. Ils étaient souvent décorés de figures symboliques délivrant un message moral.

## Description
Les panneaux constituent une œuvre rare dans la production de Bellini, mais ils ont été comparés à son Allégorie chrétienne de la galerie des Offices à Florence, et de plus l'Accademia de Venise possède un autre panneau de Bellini (ou, éventuellement, Andrea Previtali), une allégorie de la Fortune (en italien, Allegoria: mostro alato con volto di donna (la Fortuna bendata in bilico su due sfere))  de 27 × 19 cm. 

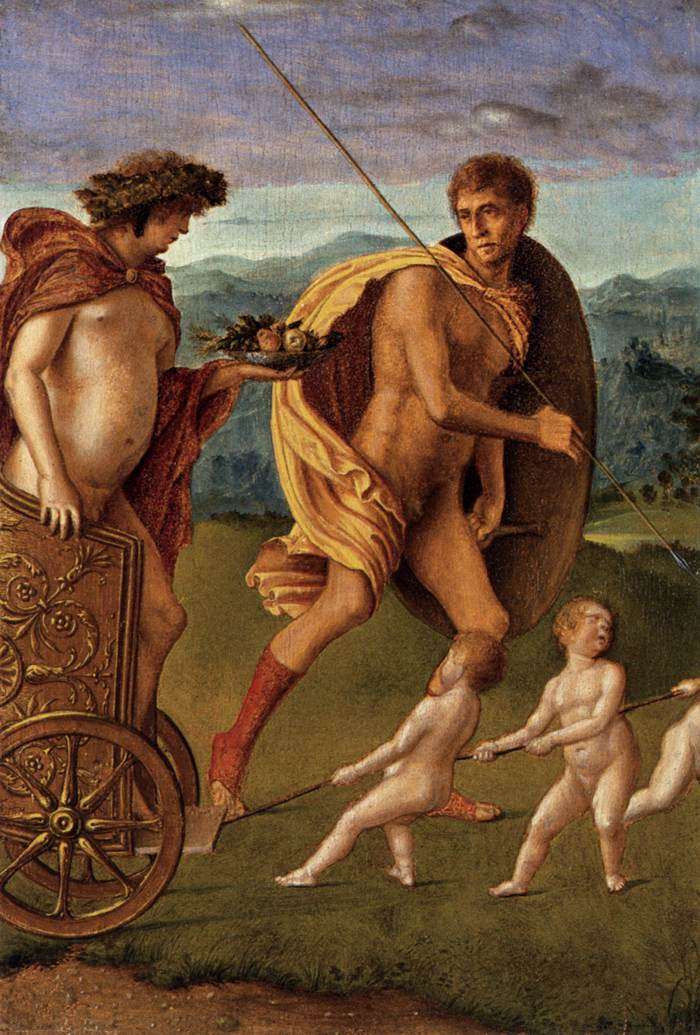
La Persévérance
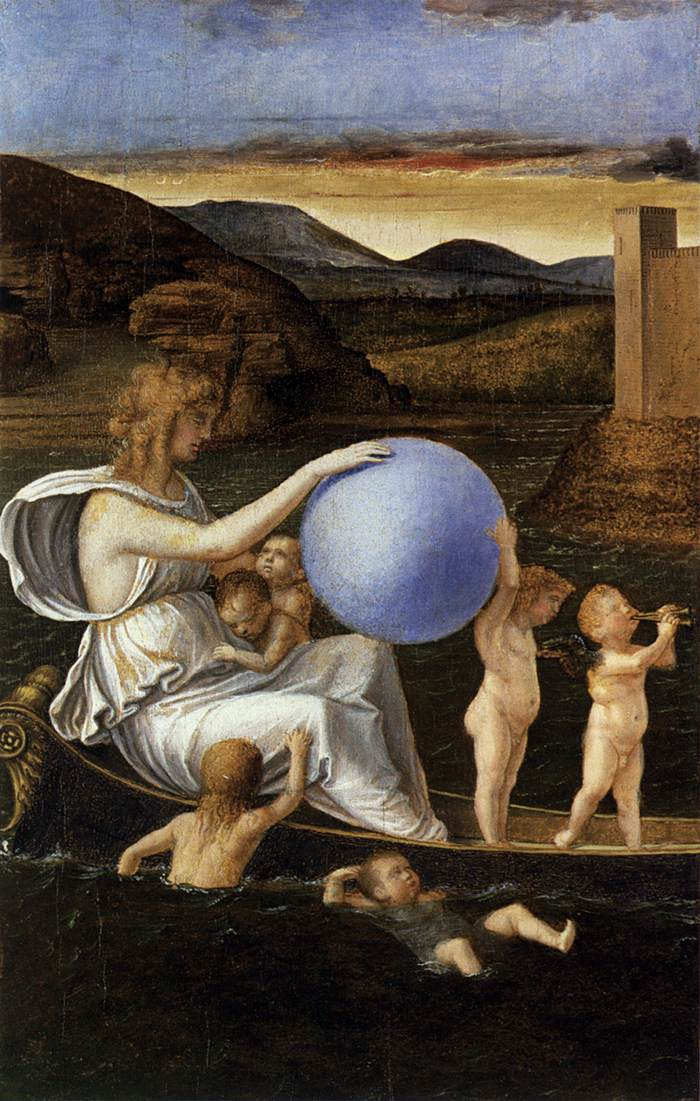
La Fortune
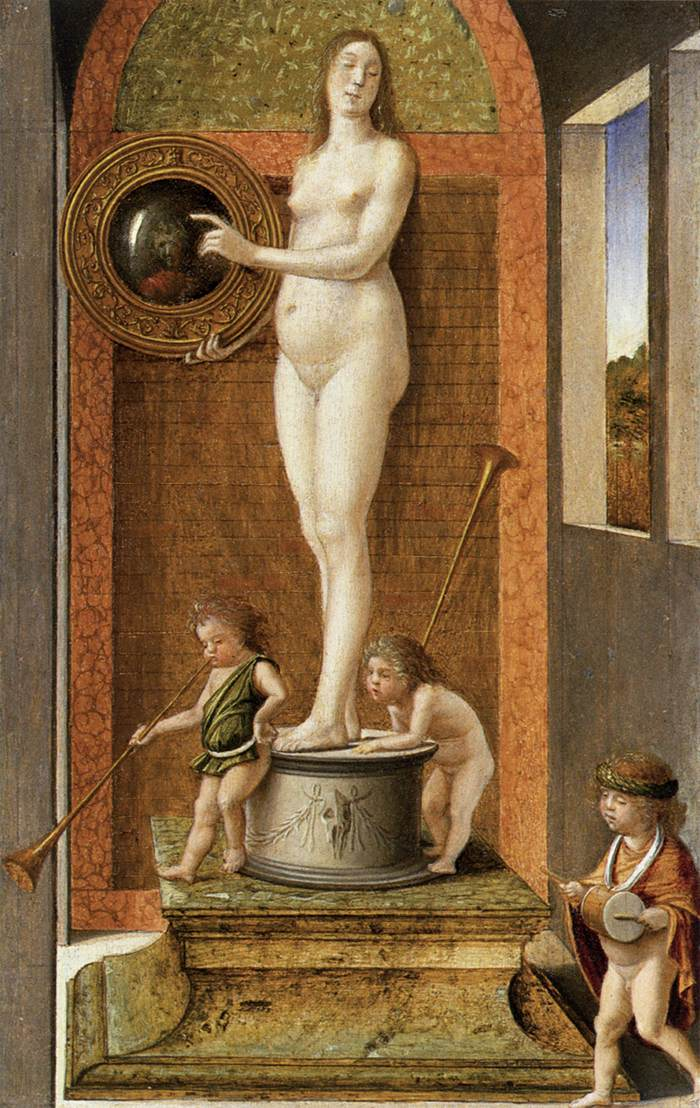
La Prudence
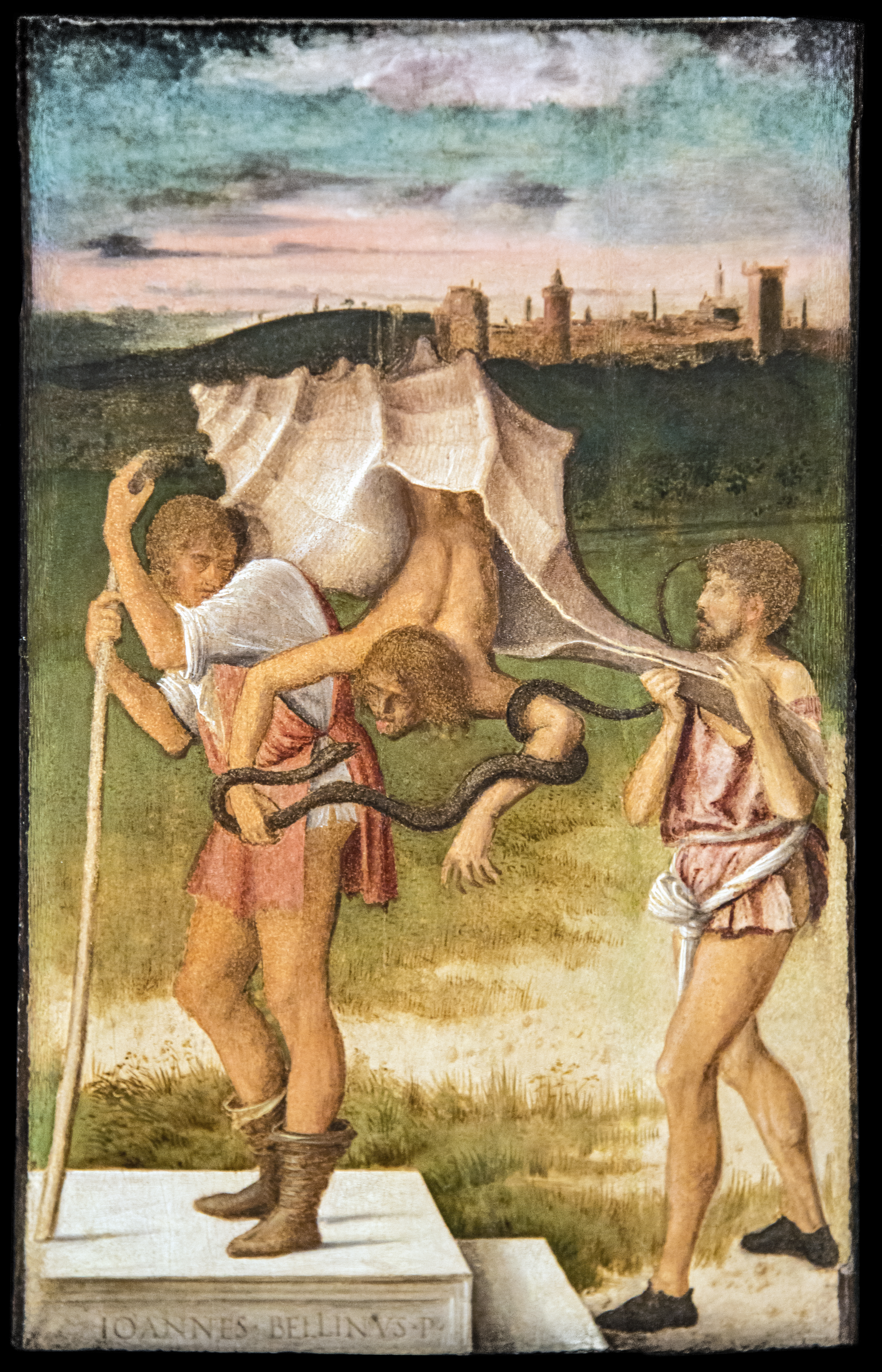
Le Mensonge
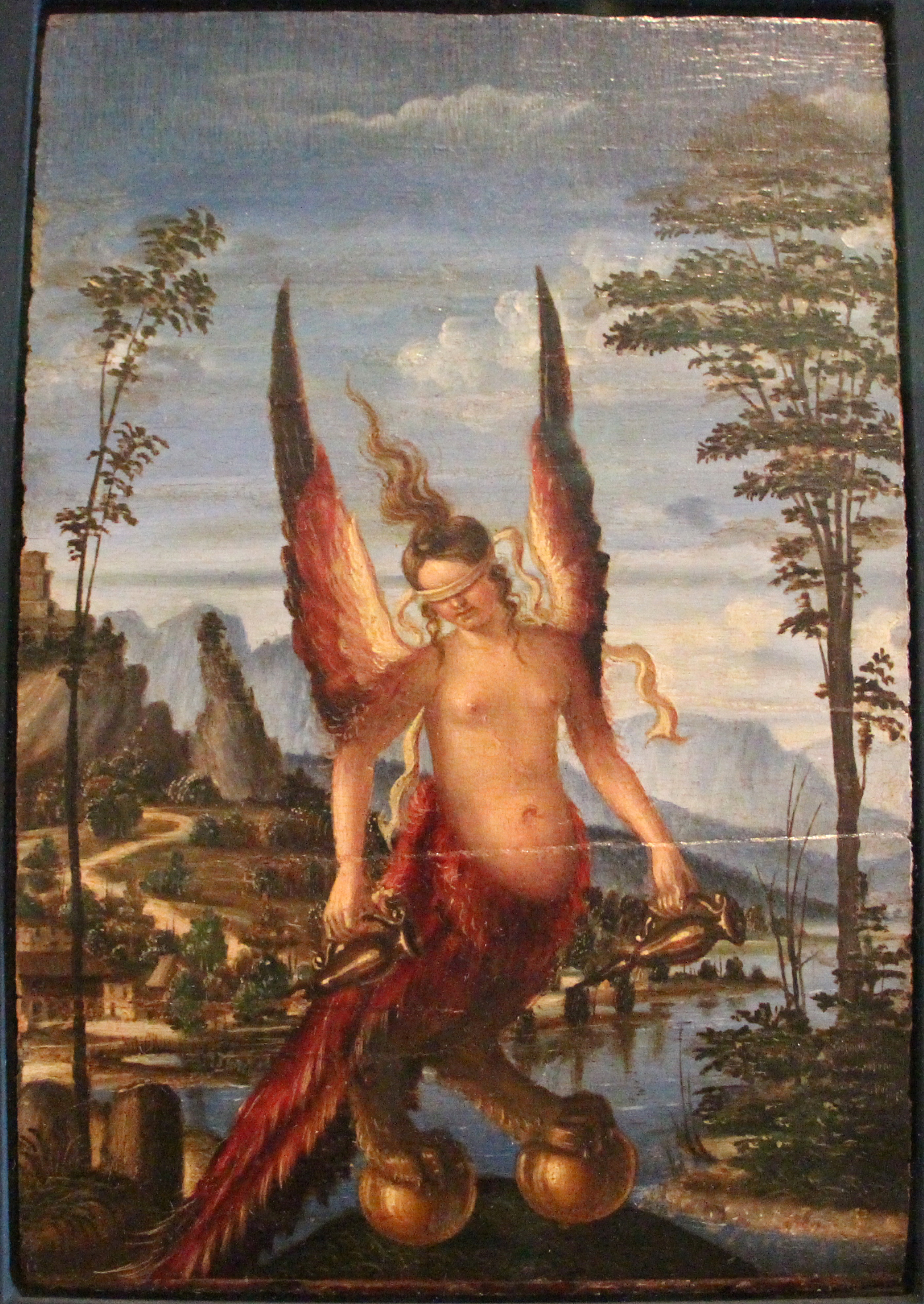
Autre Fortune de Previtali

- La Persévérance (en italien, Allegoria della Virtù Eroica) montre un guerrier vertueux à qui Bacchus offre des fruits d'un char tiré par des putti. Il a été décrit également comme une allégorie de la Luxure.
- La Fortune, ou l'Inconstance (en italien, Allegoria della Malinconia o della Fortuna), montre une femme sur un bateau instable, entourée de putti, et tenant une sphère.
- La Prudence représente une femme nue pointant un miroir; elle a été différemment interprétée également comme la Vanité (en italien, Allegoria della Vanità) .
- Le Mensonge montre un homme (alors qu'il est traditionnellement représenté sous les traits d'une femme) sortant d'un coquillage, symbole de la tortuosité des mensonges. Armé d'un serpent (symbole de calomnie), il agresse un homme semblant être un ermite, symbolisant la sagesse, et se trouvant sur un piédestal, où est également apposée la signature de l'artiste. La figure a été également interprétée comme la Virtus Sapientia (« la Vertu de la Sagesse »), le coquillage étant aussi un symbole positif.

## Sources
- Mariolina Olivari, Pittori del Rinascimento, Florence, Scala, 2007, « Giovanni Bellini »
- Nepi Sciré, Giovanna & Valcanover, Francesco, Accademia Galleria, Venise, Electa, Milan, 1985,  (ISBN 88-435-1930-1)